# Рікардо ван Рейн
Рікардо ван Рейн (нід. Ricardo van Rhijn, нар. 13 червня 1991, Лейден) — нідерландський футболіст, захисник амстердамського «Аякса» і національної збірної Нідерландів.
Триразовий чемпіон Нідерландів. Володар Суперкубка Нідерландів.

## Клубна кар'єра
Народився 13 червня 1991 року в місті Лейден.
У дорослому футболі дебютував 2011 року виступами за команду клубу «Аякс», кольори якої захищає й донині.

## Виступи за збірні
У 2007 році дебютував у складі юнацької збірної Нідерландів, взяв участь у 23 іграх на юнацькому рівні, відзначившись одним забитим голом.
З 2010 року залучався до складу молодіжної збірної Нідерландів. На молодіжному рівні зіграв у 9 офіційних матчах.
У 2012 році дебютував в офіційних матчах у складі національної збірної Нідерландів. Наразі провів у формі головної команди країни 8 матчів.
| Дата       | Місто     | Господарі  | Результат | Гості      | Турнір            | Голи | Примітки |
| ---------- | --------- | ---------- | --------- | ---------- | ----------------- | ---- | -------- |
| 15-8-2012  | Брюссель  | Бельгія    | 4 – 2     | Нідерланди | товариський матч  | -    |          |
| 7-9-2012   | Амстердам | Нідерланди | 2 – 0     | Туреччина  | Відбір до ЧС 2014 | -    | 46'      |
| 11-9-2012  | Будапешт  | Угорщина   | 1 – 4     | Нідерланди | Відбір до ЧС 2014 | -    |          |
| 16-10-2012 | Бухарест  | Румунія    | 1 – 4     | Нідерланди | Відбір до ЧС 2014 | -    |          |
| 14-11-2012 | Амстердам | Нідерланди | 0 – 0     | Німеччина  | товариський матч  | -    | 46'      |
| Усього     |           | Матчів     | 5         |            | Голів             | 0    |          |

## Титули і досягнення
- Чемпіон Нідерландів (3):

«Аякс»: 2011–12, 2012–13, 2013–14
- Володар Суперкубка Нідерландів (1):

«Аякс»: 2013
- Володар Суперкубка Бельгії (1):

«Брюгге»: 2016